# Saint-Martin-de-l’Arçon
Saint-Martin-de-l’Arçon település Franciaországban, Hérault megyében. Lakosainak száma 103 fő (2022. január 1.). Saint-Martin-de-l’Arçon Colombières-sur-Orb, Mons és Rosis községekkel határos.

## Népesség
A település népessége az elmúlt években az alábbi módon változott:
| Lakosok száma | 115  | 110  | 103  | 143  | 112  | 129  | 139  | 143  | 129  | 103  |
|               | 1968 | 1982 | 1990 | 2006 | 2013 | 2015 | 2017 | 2019 | 2020 | 2022 |